# Doussou Damba
Doussou Damba, dite Ma Doussou, est une sorcière de légende qui aurait vécu en Afrique de l'Ouest, dans le royaume du Mandé, avant la création de l'empire du Mali. Elle apparaît dans l'épopée de Soundiata en tant qu'adversaire de Soundiata Keïta.

## Légende
Doussou Damba apparaît dans la version de l'épopée de Soundiata relatée par Wa Kamissoko et publiée par Youssouf Tata Cissé, où son nom en malinké est Dusu Daanba. Elle vit au Mandé à l'époque de Soundiata Keïta et se trouve à la tête d'un groupe de douze femmes qualifiées de sorcières ou, en malinké, de nyègwan, c'est-à-dire « âmes de feu » ou « yeux de feu ». Grâce à ses pouvoirs, Doussou Damba sait tout ce qui se produit au Mandé. Elle dispose d'un statut social important : elle est qualifiée de « patronne des sorcières » du royaume, elle est surnommée « le "père" des femmes » et elle est « l'égale des hommes dans la gestion des affaires du pays ». Elle et les onze autres sorcières du groupe résident sur le plateau de Warankantamba-Fouga, où Soundiata vient se réfugier pendant la période de son exil après avoir été trahi par Kôlén Massa Tourou Kélén.
Durant le séjour de Soundiata chez Doussou Damba, à un moment où Soundiata est absent, les ennemis de Soundiata, dirigés par Sassouma Bérété, envoient aux sorcières un messager qui tente de les corrompre en leur offrant un taurillon en échange de l'assassinat de Soundiata. Les sorcières acceptent et se partagent la viande du taureau. À son retour, Soundiata comprend qu'on leur a offert de la viande en échange de leur trahison et elles le lui confirment : elles le préviennent qu'elles ont l'intention de le manger lui aussi la nuit venue, à moins qu'il n'agisse. Soundiata demande alors aux sorcières de reconstituer le taurillon et de le ressusciter, car il compte, lui, leur offrir un buffle à chacune pour conserver leur fidélité. Les sorcières reconstituent le buffle et Doussou Damba le ressuscite en utilisant son ruban de sorcellerie (un sou djala ou souya djala) : elles peuvent ainsi le renvoyer au messager qui le leur a offert. Soundiata part alors dans la brousse et tue douze buffles solitaires qu'il offre aux sorcières à son retour. Satisfaites, les sorcières renoncent à trahir Soundiata, mais elles lui conseillent tout de même de quitter la région, ce qu'il fait.

## Son amour pour le wori
Doussou Damba aimait jouer au wori, un jeu de stratégie. En effet, le wori, par les douze trous qu’il comporte, signifie les quatorze parties du monde, soit l’en haut et l’en bas ; les quatre directions du ciel empyrée ; les quatre directions du ciel atmosphère et les quatre directions de la terre ; par le sens dans lequel se déroule le jeu, la rotation universelle.